# José Manuel Salas
José Manuel Salas (Santa Rosa de Río Primero, Virreinato del Río de la Plata, 1792-Paraguay, ca. junio de 1868) fue un militar argentino, que participó durante largos años en las guerras civiles argentinas.

## Inicios militares
Se enroló en el Ejército del Norte en 1810, y se incorporó a la primera campaña al Alto Perú como oficial del regimiento de Patricios, aunque regresó pronto a la ciudad de Córdoba, donde prestó servicios en las milicias urbanas.
Participó en las campañas de 1817 y 1818 contra los caudillos federales, y llegó al grado de teniente coronel.
Se retiró a Buenos Aires después de la batalla de Cepeda y el triunfo de los federales en Córdoba. Pasó a retiro militar en 1822. Vivió varios años en Buenos Aires, y luego regresó a Córdoba, donde se estableció en una estancia en la zona de El Tío, en el noreste de esa provincia.
Cuando el general José María Paz derrocó al gobernador Juan Bautista Bustos, pasó a Santa Fe, donde se puso a órdenes del caudillo Estanislao López y, junto a los hermanos Reynafé, formó parte de las avanzadas de fuerzas montoneras que sublevaron el noreste de la provincia. Luego de la prisión de Paz, formó en la vanguardia de las fuerzas que ocuparon Córdoba. Fue ascendido a coronel, pero pronto entró en conflictos con los Reynafé; en septiembre de 1832 organizó una revolución, que no pasó a mayores, y que lo obligó a exiliarse por un tiempo.

## La Coalición del Norte
Tras el asesinato de Facundo Quiroga, apoyó al gobernador Pedro Nolasco Rodríguez, que tuvo que ceder el puesto a Manuel López, alias “Quebracho”. Por consiguiente, se mostró como un firme y constante opositor al gobierno de este. Desde su estancia de El Tío organizó grupos de oposición al gobierno.
En febrero de 1839, junto al coronel Santiago Oroño, tomaron el pueblo de El Tío y reclamaron la renuncia de “Quebracho” López; pero este salió a enfrentarlos y los derrotó en el combate de La Trinchera. Un mes más tarde se unieron al exgobernador Rodríguez, que invadía la provincia por el norte, y fueron nuevamente derrotados. Se escondió en el monte por más de un año.
En octubre de 1840 estalló la revolución contra López en la capital provincial, al acercarse el ejército del general Lamadrid. Se puso a órdenes de este y tomó el control de El Tío y del noreste de la provincia. Mientras tanto, el nuevo gobierno provincial se unía a la Coalición del Norte contra Rosas y sus partidarios.
Fue enviado por Lamadrid en apoyo del general Juan Lavalle, el cual, tras su fracaso en invadir Buenos Aires, marchaba desde Santa Fe a unirse con Lamadrid. Pero el porteño avanzó demasiado lentamente, perseguido por el ejército federal de Manuel Oribe, y no se comunicó con Lamadrid. Por eso, este se retiró hacia el sur, dejando al noreste del lugar donde debían encontrarse a Salas, con el encargo de proveerlo de caballos y carne si finalmente aparecía. Salas recibió la noticia de la llegada de Lavalle junto con la de su derrota frente a Oribe en la batalla de Quebracho Herrado, y auxilió a los vencidos.
Lavalle lo mandó a perseguir a Quebracho López al río Segundo, pero enseguida se retiró hacia el norte. Sin apoyo, Salas tuvo que huir rápidamente; semanas más tarde regresó a El Tío, siendo derrotado en un pequeño combate, por lo que se retiró hacia el oeste. Se encontró con la columna de Manuel Solá y Mariano Acha, a la que se unió en la invasión a Santiago del Estero y Catamarca, peleando en el desastre de Machigasta.
Debió retirarse finalmente a Tucumán, donde combatió en la derrota de Famaillá como parte de la división Pedernera.

## Hacia Corrientes
Al llegar los derrotados a Salta, los correntinos que Lavalle había arrastrado desde su provincia decidieron cruzar el Chaco para regresar a su provincia. Pidieron a Salas que ejerciera de baqueano de la columna y, después de despedirse de Lavalle, este los guio a través del Chaco, poblado solo por indígenas tobas y wichíes, a los que Salas convenció de que los dejara pasar.
Llegó a la provincia de Corrientes en noviembre de 1841. La columna se unió al ejército del general Paz, que puso a Salas al mando de dos escuadrones, con los que participó en la victoria de Caaguazú.
Cuando Paz comenzó su invasión a Entre Ríos, envió a Salas a Santa Fe, a ayudar al gobernador Juan Pablo López, que se había cambiado de bando en el momento menos oportuno: Oribe estaba llegando de regreso de su campaña al interior, y lo atacó junto con las fuerzas que traía el coronel Martín Santa Coloma desde Buenos Aires. En la práctica, Salas fue el único que puso resistencia seria al avance federal, y cubrió la retirada de López en Colastiné.
Después regresó a Corrientes cruzando otra vez el Chaco; allí, López lo acusó por la derrota, pero el gobernador Pedro Ferré prefirió dejar las cosas en paz. El mismo gobernador lo envió a entrevistarse con el general Fructuoso Rivera, que ocupaba el este de Entre Ríos. Poco antes de la batalla de Arroyo Grande pasó a Montevideo, acompañando al general Paz.

## Últimos años
Participó en la defensa de Montevideo frente al sitio que le impuso Oribe, hasta que en 1845 regresó a Corrientes. Allí se puso nuevamente a órdenes de Paz, que lo mandó como segundo de Juan Pablo López a reconquistar Santa Fe. Tomaron la ciudad, y desde allí Salas marchó hacia el Chaco, donde esperaba poder reunir indígenas y dispersos para una invasión al sudeste de Santiago del Estero; y de allí al noreste de Córdoba. Pero, sabiendo de la derrota de López en la batalla de Malabrigo, los indios del Chaco se negaron a ayudarlo, y los soldados santafesinos se pasaron a las fuerzas del gobernador, general Pascual Echagüe.
Regresó a Corrientes, donde peleó a órdenes de Juan Madariaga en la derrota de Laguna Limpia; después fue uno de los jefes de la vanguardia de Paz en la persecución al ejército de Urquiza, que se retiraba. Apoyó a Paz en su intento de derrocar a los Madariaga y debió huir con él al Paraguay y después al Brasil.
En 1848 se estableció en la actual localidad de Federación (Entre Ríos), con un negocio de yerba mate. Su casa, que sería demolida en 1979 por la construcción de la represa de Salto Grande, se destacaba por ser la única que no tenía ochava.
Regresó a Corrientes después de la batalla de Caseros, pero fue rechazado por el gobierno correntino. Pocos días después, el nuevo gobierno de Córdoba le negó permiso para ingresar en la provincia. Fue incorporado por el gobierno nacional a la guarnición de la capital, Paraná, con el grado de coronel.
Más tarde prestó servicios en la frontera santafesina con el Chaco, como jefe del fuerte Garabato. Más tarde prestó servicios en la oficina de pagos del ejército nacional, y en tal carácter marchó a la guerra del Paraguay. Lo último que se sabe de él es que estaba en ese puesto a mediados de 1868.
Falleció posiblemente en Federación hacia el año 1870, presuntamente durante la rebelión de López Jordán.
Inaugurada la nueva ciudad de Federación, en marzo de 1980 sus restos mortales fueron ubicados en un mausoleo en el Museo de los Asentamientos junto a los del coronel Miguel Guarumba, un prócer local de origen indígena.